# Daikaijū Monogatari: Miracle of the Zone II
Daikaijū Monogatari: Miracle of the Zone II (大貝獣物語: MIRACLE OF THE ZONE II?) es un videojuego de cartas desarrollado por Birthday y publicado por Hudson Soft para Game Boy Color en marzo de 1999 en Japón. Es el sexto juego de la saga Kaiju Monogatari.
- Datos: Q16555091